# Zakon Bazylianów Melkitów Najświętszego Zbawcy

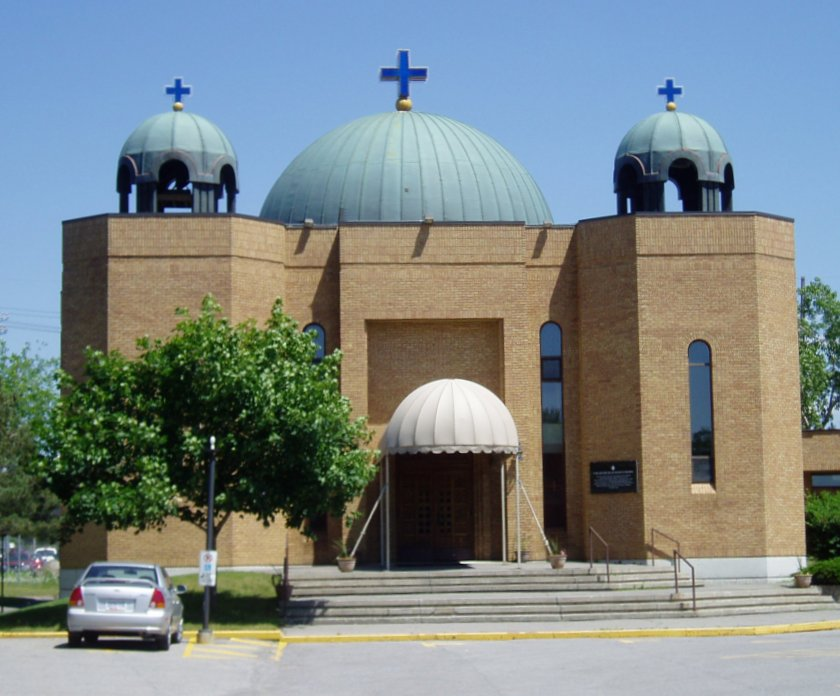
Cerkiew melkicka w Ottawie

Zakon Bazylianów Melkitów Najświętszego Zbawcy (vel bazylianie; łac. Ordo Basilianus Sanctissimi Salvatoris Melkitarum) – katolicki zakon obrządku greckiego, żyjący według reguły zakonnej Bazylego Wielkiego.

## Historia
Powstanie zakonu bazylianów melkickich zbiegło się ze wzmocnieniem wpływów Kościoła rzymskokatolickiego na Bliskim Wschodzie w XVII wieku. Prawosławni kupcy syryjscy czuli się zagrożeni ze strony zarówno Osmanów, jak i piratów maltańskich. Bezpieczeństwo mogła im zapewnić obecność zachodnioeuropejskich konsulów. Aktywna obecność urzędników europejskich pociągnęła za sobą otworzenie misji łacińskich. Część duchowieństwa prawosławnego chętnie współpracowała z katolikami rzymskimi, mając na celu podniesienia poziomu wykształcenia wiernych.
20 grudnia 1683 roku metropolita tyrski i sydoński Eutymiusz Saifi przeszedł na wiarę katolicką, co pozwoliło mu na uniezależnienie się od prawosławnego patriarchy antiocheńskiego oraz na regularne pobieranie subsydiów z Rzymu. Przyjęcie katolicyzmu ułatwiło mu także nawiązanie stosunków ekonomicznych z emirami Druzów i osmańskimi władzami Sydonu.
Położenie geograficzne Sydonu pozwalało na skuteczną działalność misyjną wśród pielgrzymów, podążających do Ziemi Świętej. W 1684 roku Eutymiusz Saifi założył arabską kongregację Al-Muchallis – Zakon Bazylianów Melkitów Najświętszego Zbawcy. W 1711 roku w górach niedaleko Sydonu powstał pierwszym klasztor bazylianów melchickich – Deir-al-Muchallis (Monaster Zbawiciela). 25 grudnia 1717 roku zakon został zatwierdzony przez papieża Klemensa XI. 
W 1934 roku kongregacja wspólnie z mniejszymi zakonami melchickimi opracowała nową konstytucję zakonną, która została zatwierdzona w 1956 roku przez papieża Piusa XII. Bazylianie melkiccy mają klasztory w osiemnastu miastach Bliskiego Wschodu – w Libanie, Egipcie, Syrii i Autonomii Palestyńskiej. Prowadzą również parafie w diecezjach Tyru, Sydonie, Akce, Trypolisie, Damaszku. Zakon ma siedem parafii i Seminarium duchowne w Stanach Zjednoczonych. Według danych z 1998 roku zakon liczy stu dwudziestu trzech mnichów, wśród których dziewięćdziesięciu czterech ma święcenia kapłańskie. W 2005 roku zakon liczył stu czternastu mnichów.